# Villers-Pol Communal Cemetery Extension
Villers-Pol Communal Cemetery Extension is een Britse militaire begraafplaats gelegen in de Franse plaats Villers-Pol (Noorderdepartement). De begraafplaats wordt onderhouden door de Commonwealth War Graves Commission.
De begraafplaats telt 152 geïdentificeerde graven waarvan 117 Gemenebest graven uit de Eerste Wereldoorlog en 35 overige graven uit de Eerste Wereldoorlog.